# Riefenstahl (Film)
Riefenstahl ist ein Dokumentarfilm des Regisseurs Andres Veiel und der Produzentin Sandra Maischberger über die Filmregisseurin Leni Riefenstahl. Der Film feierte seine Premiere am 29. August 2024 bei den 81. Filmfestspielen in Venedig und startete am 31. Oktober 2024 im Majestic Filmverleih in den deutschen Kinos.

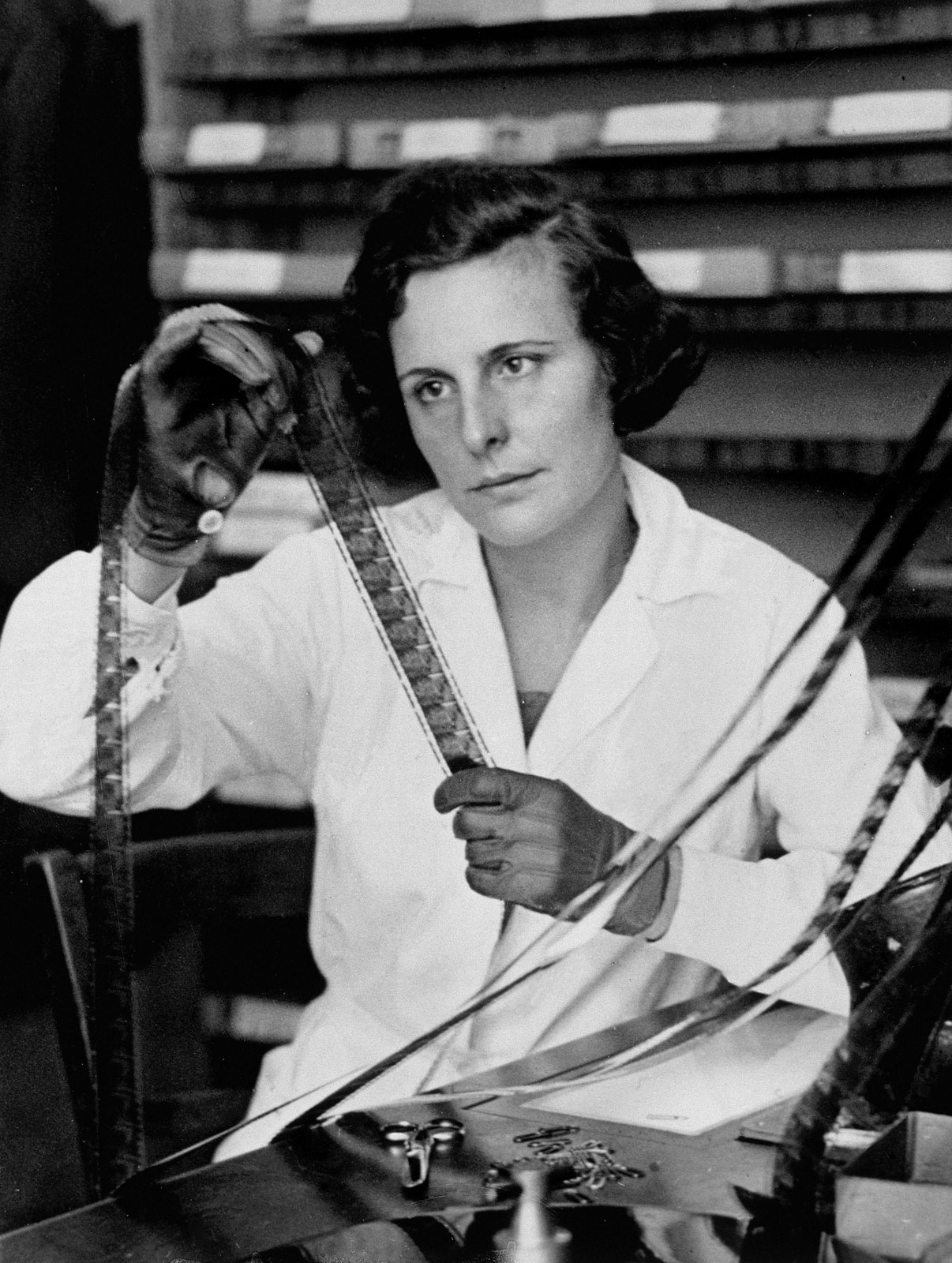
Leni Riefenstahl am Schneidetisch, 1935

## Vorgeschichte
Maischberger hatte Riefenstahl 2002 aus Anlass ihres hundertsten Geburtstags zum Interview getroffen. Regisseur war Hans-Jürgen Panitz, der 1993 für seinen Dokumentarfilm Die Macht der Bilder: Leni Riefenstahl mit einem Emmy ausgezeichnet worden war. Das Interview wurde unter dem Titel „Sandra Maischberger trifft Leni Riefenstahl“ am 15. August 2002 gleichzeitig in Deutschland und in Frankreich auf Arte ausgestrahlt. Zu dem Interview sagte Maischberger später: „Zwischendurch dachte ich, sie lügt“, und „Nicht eine einzige Sache hatte ich aus ihr herausgelockt. Und ich dachte, das kann es nicht gewesen sein.“ Daraufhin beschäftigte sie sich intensiver mit Riefenstahls Leben, und es entstand, wie sie dem Tagesspiegel erzählte, die Idee zu einem Dokumentarfilm.
2016 übergaben Riefenstahls Erben deren Nachlass der Stiftung Preußischer Kulturbesitz. Der Nachlass umfasste 700 Umzugskartons mit Skripten, Briefen, Notizen, Filmschnipseln, Fotografien, privaten Super-8-Aufnahmen, Kassetten mit Telefonmitschnitten und diverse Entwürfe für ihre Memoiren, alles ungeordnet. Maischberger bot der Stiftung eine sorgfältige, durch Fachleute vorgenommene Inventarisierung des Nachlasses an. Im Gegenzug erhielt sie die Erlaubnis, das Material für die Produktion eines Dokumentarfilms zu nutzen. 2018 stieg der Dokumentarfilmregisseur Andres Veiel mit seiner Crew aus Editoren, die von Beginn an an der Sichtung des Materials beteiligt waren, und dem Kameramann Toby Cornish in das Projekt ein.
Lücken in Riefenstahls Selbstdarstellungen füllte der Regisseur durch weitere Quellen auf. So war Riefenstahls Aussage, sie habe Mein Kampf nie gelesen, durch ein Interview im Daily Express vom April 1934 widerlegt, wo sie sagt, sie habe, unterwegs zu den Dreharbeiten von Das blaue Licht, in einer Buchhandlung Mein Kampf gekauft: „Nehme das Buch mit. In jeder Drehpause. Im Zug. Am Wasser. Im Wald. Schon nach der ersten Seite bin ich überzeugter Nationalsozialist“. Dieses Interview fehlt im Nachlass, war aber im Archiv des Daily Express noch vorhanden.

## Zitate
„[Riefenstahl war] ein Prototyp von Fake News. Sie hat ihre Lügen so lange wiederholt, bis sie von vielen übernommen wurden.“

„Ich entdeckte die Riefenstahl’sche Ästhetik sehr bald in den gegenwärtigen Bildern einer Moskauer Parade: Unterperspektive auf Putin, sein Blick von oben auf die marschierenden Kolonnen. Und in den Aufnahmen der Eröffnung der Winterolympiade in Peking fand ich eine ähnliche Ästhetik wie in ‚Olympia‘. […] die erschreckende Permanenz der Riefenstahl’schen Ästhetik lieferte letztendlich auch die Berechtigung, ihn [den Film] überhaupt zu machen. Die zeitlose Erkenntnis ist doch: Totalitäre Macht und selbst willkürlicher Terror haben nicht nur eine abschreckende, sondern durchaus auch eine anziehende Wirkung. In der Geste der Unterwerfung unter einen imperialen Potentaten gibt es eine versteckte Belohnung – als Einzelner Teil eines Imperiums zu sein, das zu einer historischen Größe zurückgeführt wird.“

## Produktion
Der Film wurde von Sandra Maischberger und ihrer Vincent Productions in Koproduktion mit WDR, SWR, NDR, BR und rbb produziert. Die Produktion wurde mit Mitteln von Film- und Medienstiftung, Medienboard Berlin-Brandenburg, Filmförderungsanstalt, BKM und Deutscher Filmförderfonds gefördert. 
Am Filmschnitt beteiligt waren Stephan Krumbiegel und Olaf Voigtländer, mit denen Veiel schon in seinem Dokumentarfilm Beuys zusammengearbeitet hatte, sowie Alfredo Castro. Das Editing des Films erstreckte sich über einen Zeitraum von 18 Monaten.
Verantwortlich für die Kameraarbeit war Toby Cornish, wie schon 2017 in Veiels Dokumentarfilm über Joseph Beuys.
Die Musik zum Film schrieb Freya Arde, die die Kompositionen gleich mit dem Babelsberger Filmorchester einspielen konnte.

## Veröffentlichung
Der Film lief erstmals außer Konkurrenz am 29. August 2024 im Wettbewerb in Venedig, wo Riefenstahl selbst mehrfach ausgezeichnet wurde: 1932 erhielt sie eine Silbermedaille für Das blaue Licht, 1935 eine Goldmedaille für Triumph des Willens und schließlich 1938 für Olympia die Goldmedaille Coppa Mussolini für den besten ausländischen Film.
Riefenstahl kam am 31. Oktober 2024 in die deutschen Kinos und soll Ende 2025 in der ARD ausgestrahlt werden.
Die Nordamerika-Premiere fand auf dem Telluride Film Festival in Colorado statt, wo Riefenstahl 1974 beim ersten Festival mit dem Ehrenpreis ausgezeichnet wurde.

## Auszeichnungen
Regisseur Andres Veiel wurde für Riefenstahl mehrfach ausgezeichnet. Er erhielt u. a. am 81. Venedig International Film Festival 2024 den Premio Cinema & arts für den besten Film, den Gilde-Filmpreis für den besten Dokumentarfilm 2024 und den Großen Preis (Dokumentarfilm) der Jury am 14. Film Festival Valencienes 2024.

## Kritik
Filmjournalist Dieter Oßwald schreibt auf dem Arthaus-Portal Programmkino.de: „Ein akribisch zusammengestelltes, spannendes Puzzle einer widersprüchlichen Biografie. ‚Visionärin? Manipulatorin? Lügnerin?‘ fragt das Poster programmatisch. Die Antworten überlässt Veiel, wie immer, klugerweise dem Publikum. Ein Meilenstein des biografischen Films. Zugleich ein wichtiger Aufklärungsfilm über die Macht der Bilder – in KI-Zeiten allemal von Aktualität.“
Der Hollywood Reporter betitelt seine Filmkritik mit der Schlagzeile: „‘Riefenstahl’ Doc Shatters Myths of Hitler’s Favorite Director“ und schreibt: „Andres Veiels neuer Dokumentarfilm ist ein psychologisches Porträt der berüchtigten Regisseurin von Olympia und Triumph des Willens, der die ‚erschreckende Verführungskraft‘ des Faschismus zeigt“.
Jens Hinrichsen vom Magazin Monopol schreibt in seiner ausführlichen Filmkritik, der Film zerlege einmal mehr ihren Mythos des Unpolitischen und hole das Problem ihrer Ästhetik ins Jetzt. Der Film betrachte die Hauptfigur nicht aus einem „Sicherheitsabstand“, sondern hole sie vielmehr in die Gegenwart. Das ausgewählte Material wirke oftmals wie ein Spiegel aktueller Ereignisse. „Im Kern von Riefenstahl geht es um einen pervertierten Schönheitsbegriff, der die Kehrseite des Schönen, Überlegenen und Siegreichen – das vermeintlich Unwerte, Kranke, Schwache und auch das Fremde ausblendet.“ Zusammenfassend schreibt er, man könne von ihrem Werk aus, das nicht zuletzt in ihrem „Olympia“-Film den Kult um perfekte Körper zelebriere, durchaus Parallelen zu Instagram-Filtern, Schönheitswahn und Bodyshaming ziehen. „Leni Riefenstahl ist womöglich nicht unschuldig daran, dass das Schöne aus der Trias des Wahren, Schönen und Guten ausgebrochen ist.“
Xan Brooks, der Filmkritiker des Guardian, schreibt, Leni Riefenstahl kehre als Star in Andres Veiels „außerordentlich tiefschürfender Dokumentation“ zum Festival zurück. Hier am Lido habe ihre Karriere ihren Höhepunkt erreicht vor ihrem Absturz in die Hölle. Der Film zeige diese Geschichte und wie Riefenstahl versucht und es verfehlt habe, ihren Ruf zu retten. […] Der Film erkenne ihre Rolle als Vorreiterin an: „Eine ehrgeizige Künstlerin in einer von Männern dominierten Industrie, deren poetisches Auge und technische Begabung das Medium auf den Kopf stellte […] Aber der Film zeigt auch, auf welche Weise ihr Werk unauflösbar verknüpft ist mit dem Nazismus – voll davon, bestimmt davon – dass es niemals isoliert als unschuldig und unbefleckt gesehen werden kann“.
Und Thomas Schultze vom Filmportal Spot zieht den Schluss „Leni Riefenstahls Verblendung, so macht Andres Veiels Film deutlich, arbeitet er minuziös heraus, ist die Verblendung eines ganzen Landes, das keine Verantwortung übernehmen will, das nicht lernen will aus dem Geschehenen, das lieber wegsieht und abstreitet und damit Tür und Tor öffnet für einen neuen Blick in einen Abgrund, den man überwunden glaubte.“